# In anderen Welten
In anderen Welten (Den anden verden) ist eine dänische Weihnachtsserie bestehend aus 24 Episoden, die als Nordischer Fernsehadventskalender ausgestrahlt wurde. In Dänemark fand die Erstausstrahlung der Weihnachtsserie vom 1. Dezember 2016 bis zum 24. Dezember 2016 auf DR1 statt. Im deutschsprachigen Raum erfolgt die Erstausstrahlung vom 5. Dezember 2022 bis zum 22. Dezember 2022 auf dem öffentlich-rechtlichen Kinderkanal KiKA.

## Handlung
Nach dem Tod ihres Mannes Mikkel lebt Rikke allein mit ihren beiden 15-jährigen Zwillingstöchtern Sara und Anna. Rikke ist die Direktorin des örtlichen Jugendtheaters, das sie von Mikkel übernommen hat und in seinem Sinne weiterführt. Heiligabend naht und die Proben für das diesjährige Weihnachtsstück „Dornröschen“ sind in vollem Gange. Während Sara die Hauptrolle mit Leichtigkeit spielt, leidet ihre Schwester Anna unter starkem Lampenfieber, weshalb sie als Souffleuse mitwirkt und im Kontrast zu ihrer Schwester oft ein Schattendasein fristet. Trotz ihrer Unterschiede sind die beiden Schwestern unzertrennlich. Doch durch ein Unglück, bei welchem Sara von einer Brücke stürzt und im eiskalten Wasser das Bewusstsein verliert, werden die beiden Schwestern auseinandergerissen. Anna versucht zwar verzweifelt, sie zu retten, aber Saras Bewusstsein ist schon längst in eine gefährliche und abenteuerliche Märchenwelt abgedriftet. Sara wacht buchstäblich in einer „anderen Welt“ auf und ist dort als Schneewittchen auf der Flucht vor der bösen Königin. Als Sara in der echten Welt wieder ihr Bewusstsein erlangt, wird sie aus der Märchenwelt hinausgezogen. Sara ist fest davon überzeugt, dass das, was sie erlebt hat, tatsächlich geschehen ist, und will unbedingt in die Märchenwelt zurückkehren, um ihren Prinzen wiederzusehen. Schließlich findet sie heraus, wie sie zwischen den Welten hin- und herwechseln kann. Hilfe bekommt sie dabei von Anna, die Sara zurückholt, sobald es in der „anderen Welt“ zu gefährlich für sie wird. In der „anderen Welt“ wird Sara nach und nach Teil von verschiedenen Märchen. Erst wird sie zu Schneewittchen, dann zu Aschenputtel, trifft mittendrin die Hexe aus „Hänsel und Gretel“ und ist schließlich die Protagonistin in einem unbekannten fiktiven Märchen. Während Sara mehr und mehr in die Märchenwelt abdriftet, ist Anna damit beschäftigt, in der echten Welt die Kontrolle über alles zu behalten. Weil Sara sich noch immer in der Märchenwelt befindet, ist Anna gezwungen, die Hauptrolle im Weihnachtsstück zu übernehmen und wird mit ihren größten Ängsten konfrontiert. Beide Schwestern haben viele Hürden zu meistern, an denen sie wachsen und die ihre Schicksale bestimmen werden. Die Situation spitzt sich weiter zu, als Sara nicht mehr aufwacht. Anna ist sehr besorgt und taucht selbst in die Märchenwelt ein, um ihre Schwester sicher zurück in die echte Welt zu gleiten.

## Besetzung und Synchronisation
Die deutschsprachige Synchronisation entstand nach den Dialogbüchern von Urs Taeger, Laura Sophie Helbig und Kristina Papst sowie unter der Dialogregie von Guido Kellershof durch die Synchronfirma Level 45 in Berlin.
| Rolle             | Schauspieler                  | Synchronsprecher     |
| ----------------- | ----------------------------- | -------------------- |
| Sara              | Caroline Vedel                | Marie Hinze          |
| Anna              | Fanny Bornedal                | Jamie Lee Blank      |
| Rikke             | Christine Albeck Børge        | Anna Grisebach       |
| Philip            | Lars Brygmann                 | Viktor Neumann       |
| Janus             | Jacob August Ottensten        | Oscar Räuker         |
| Emma              | Katrine Lund Filopovich       | Johanna Thoring      |
| Albert            | Albert Rudbeck Lindhardt      | Oliver Szerkus       |
| Sonja             | Elsebeth Steentoft            | Katharina Lopinski   |
| Mikkel            | Christian Tafdrup             | Sven Gerhardt        |
| Camilla           | Laura Wendel Nielsen Thygesen | Lana Finn Marti      |
| Søren             | Dan Zahle                     | Thomas Nero Wolff    |
| Prinz             | Andreas Jessen                | Armin Schlagwein     |
| Pede              | Joel Hyrland                  | Marc Bluhm           |
| Otto              | Dan Jakobsen                  | Felix Isenbügel      |
| Königin           | Sofie Gråbøl                  | Anna Grisebach       |
| Spiegel           | Nicolas Bro                   | Christian Gaul       |
| Ludwig            | Kristian De Linde             | Robin Marienfeld     |
| Heinz             | Sigrid Husjord                | Jan Makino           |
| Ekhard            | Tina Quist Nerengård          | Matthias Busch       |
| Sigfried          | Andreas Nicolai Petersen      | Roland Wolf          |
| Karl              | Ann Smith                     | Hanns-Jörg Krumpholz |
| Bernd             | Leif Bach Sørensen            | Robin Marienfeld     |
| Jäger             | Peter Christoffersen          | Kevin Kraus          |
| Stiefschwester #1 | Rosalinde Mynster             | Marie-Isabel Walke   |
| Stiefschwester #2 | Molly Blixt Egelind           | Olivia Büschken      |
| Hofdiener         | Niels Anders Thorn            | Peter Flechtner      |
| Hexe              | Kirsten Lehfeldt              | Frauke Poolman       |
| Jacob Link        | Christian Gade Bjerrum        | Guido Kellershof     |
| Rotkäppchen       | Alfa Liv Ottesen              | Özge Kayalar         |

## Episodenliste
| Nr. | Deutscher Titel               | Originaltitel | Erstausstrahlung (Dänemark) | Deutschsprachige Erstausstrahlung (D) |
| --- | ----------------------------- | ------------- | --------------------------- | ------------------------------------- |
| 1   | Das goldene Theater           | Afsnit 1      | 1. Dez. 2016                | 5. Dez. 2022                          |
| 2   | Tanz auf dem Eis              | Afsnit 2      | 2. Dez. 2016                | 5. Dez. 2022                          |
| 3   | Die andere Welt               | Afsnit 3      | 3. Dez. 2016                | 6. Dez. 2022                          |
| 4   | Der Märchenprinz              | Afsnit 4      | 4. Dez. 2016                | 6. Dez. 2022                          |
| 5   | Das geheimnisvolle Buch       | Afsnit 5      | 5. Dez. 2016                | 7. Dez. 2022                          |
| 6   | Zurück bei den sieben Zwergen | Afsnit 6      | 6. Dez. 2016                | 7. Dez. 2022                          |
| 7   | Traum und Wirklichkeit        | Afsnit 7      | 7. Dez. 2016                | 8. Dez. 2022                          |
| 8   | Wie im Märchen                | Afsnit 8      | 8. Dez. 2016                | 8. Dez. 2022                          |
| 9   | Die Stiefschwestern           | Afsnit 9      | 9. Dez. 2016                | 12. Dez. 2022                         |
| 10  | Gebrochene Herzen             | Afsnit 10     | 10. Dez. 2016               | 12. Dez. 2022                         |
| 11  | Glücklich vereint             | Afsnit 11     | 11. Dez. 2016               | 13. Dez. 2022                         |
| 12  | Der goldene Schuh             | Afsnit 12     | 12. Dez. 2016               | 13. Dez. 2022                         |
| 13  | Endlich Prinzessin            | Afsnit 13     | 13. Dez. 2016               | 14. Dez. 2022                         |
| 14  | Auf der Suche                 | Afsnit 14     | 14. Dez. 2016               | 14. Dez. 2022                         |
| 15  | Die böse Hexe                 | Afsnit 15     | 15. Dez. 2016               | 15. Dez. 2022                         |
| 16  | Der Verrat                    | Afsnit 16     | 16. Dez. 2016               | 15. Dez. 2022                         |
| 17  | Endlich glücklich?            | Afsnit 17     | 17. Dez. 2016               | 19. Dez. 2022                         |
| 18  | Der ewige Schlaf              | Afsnit 18     | 18. Dez. 2016               | 19. Dez. 2022                         |
| 19  | Der magische Kristall         | Afsnit 19     | 19. Dez. 2016               | 20. Dez. 2022                         |
| 20  | Das Labyrinth                 | Afsnit 20     | 20. Dez. 2016               | 20. Dez. 2022                         |
| 21  | Der goldene Hammer            | Afsnit 21     | 21. Dez. 2016               | 21. Dez. 2022                         |
| 22  | Weitere Gäste                 | Afsnit 22     | 22. Dez. 2016               | 21. Dez. 2022                         |
| 23  | Gemeinsame Welten             | Afsnit 23     | 23. Dez. 2016               | 22. Dez. 2022                         |
| 24  | Hört auf eure Herzen          | Afsnit 24     | 24. Dez. 2016               | 22. Dez. 2022                         |